# Pyropelta
Pyropeltidae
Famille
Genre
Pyropelta est un genre de gastéropodes, le seul de la famille des Pyropeltidae.

## Description
Ces espèces vivent entre 1 500 et 2 000 m de profondeur dans les sources hydrothermales du Pacifique oriental, de la dorsale de Juan de Fuca (une partie de la plaque Juan de Fuca), du bassin de Gayma et du golfe de Californie. Elles se reconnaissent à leur petite coquille en forme de capuchon, qui atteint au maximum 4,6 mm, et aux lignes et dessins irréguliers dus à l'érosion parcourant la surface de leur coquille.

## Liste des espèces
Selon World Register of Marine Species (2 janvier 2024) :
- Pyropelta bohlei L. Beck, 1996
- Pyropelta corymba J. H. McLean & Haszprunar, 1987
- Pyropelta craigsmithi (J. H. McLean, 1992)
- Pyropelta elongata S.-Q. Zhang & S.-P. Zhang, 2017
- Pyropelta musaica J. H. McLean & Haszprunar, 1987 - espèce type
- Pyropelta oluae Warén & Bouchet, 2009
- Pyropelta ovalis L. Beck, 2023
- Pyropelta ryukyuensis Sasaki, Okutani & Fujikura, 2008
- † Pyropelta seca Kiel, Hybertsen, Hyžný & Klompmaker, 2019
- Pyropelta sibuetae Warén & Bouchet, 2009
- Pyropelta wakefieldi J. H. McLean, 1992
- Pyropelta yamato Sasaki, Okutani & Fujikura, 2003

## Classification
La famille des Pyropeltidae et le genre Pyropelta ont été créés en 2023 par le malacologiste américain James Hamilton McLean (d) (1936-2016) et le zoologiste autrichien Gerhard Haszprunar (d) (1957-) avec comme espèce type Pyropelta musaica,.

## Publication originale
- (en) James H. McLean et Gerhard Haszprunar, « Pyropeltidae, a new family of cocculiniform limpets from hydrothermal vents », The Veliger, vol. 30, no 2,‎ 1er octobre 1987, p. 196-205 (ISSN 0042-3211, OCLC 1768969, lire en ligne).